# هلن چان ولف
هلن چان ولف (به انگلیسی: Helen Chan Wolf) یک پیشگام هوش مصنوعی  است که روی فناوری  سیستم تشخیص چهره و شاکی ربات ، نخستین ربات خودمختار جهان، در اس آر آی اینترنشنال کار کرده است.

## حرفه
در روز‌های نخست دهه ۱۹۶۰ ولف با چارلز بیسون و وودی بلدسو در تحقیق‌های پانورامیک در آموزش کامپیوترها برای سیستم تشخیص چهره انسان کار کرد.   برنامه‌های رایانه‌ای نخستین از انسان برای سازگار نمودن بخشی از ویژگی‌ها از تصویر‌ها و چهره‌ها و بعدها رایانه برای تشخیص استفاده می‌کردند.  این ویژگی‌ها شامل مواردی مثل موقعیت گوشه‌های داخلی و خارجی چشم و دهان بود. اپراتورهایی مثل این‌ها می‌توانند نزدیک ۴۰ عکس را در ساعت پردازش کنند.
ولف در سال ۱۹۶۶ به گروه هوش مصنوعی در اس آر آی اینترنشنال (موسسه تحقیقاتی استنفورد آن وقت اضافه شد. در اس آر آی چان قسمتی از پروژه کاربرد اتوماتای هوشمند در شناختی بود.   در اینجا او روی ربات شاکی کار نمود، نخستین ربات خودران متحرک جهان، که توسط موسسه مهندسین برق و الکترونیک میل استون در سال ۲۰۱۷ مورد تقدیر قرار گرفت.    شاکی از هوش مصنوعی استفاده کرد، برنامه‌های خود را طراحی نمود، میان مکان‌ها حرکت کرد و از راه یادگیری پیشرفت کرد. ولف الگوریتم‌هایی را گسترش داد که مختصات را از تصویر‌ها استخراج می‌کرد.  پیش از شاکی، هیچ تلاشی برای ادغام هوش مصنوعی و رباتیک در یک وسیله نقلیه در حال حرکت وجود نداشت. 